# Muralles de Berga
Les muralles de Berga són una obra de Berga inclosa a l'Inventari del Patrimoni Arquitectònic de Catalunya.

## Descripció
Carrers estrets adaptats al fort pendent del terreny, organitzats per l'eix format pel portal de sta. Magdalena, el carrer Boixader, el carrer major i el portal de Sallagossa. Al peu del castell, un xic allunyat, adquireix un desnivell mínim si el comparem amb el de la resta de carrers que a vegades fins i tot es veuen obligats a posar graons. Els habitatges són majoritàriament amplis, de tres o quatre plantes d'alçada, sovint amb semisoterrani, galeries, golfes i cobertes a dues aigües. Solen ser cases amb façanes arrebossades, amb estructures complicades degut al relleu, molt accidentat, molts cops d'una sola crugia.
El portal de santa Magdalena, un arc de mig punt adovellat fet de pedra ben escairada, és l'únic que es conserva en tan bon estat. L'emplaçament, a l'entrada del prepirineu, condiciona el seu origen i el relleu, la seva disposició.

## Història
Tenim constància que als s. XII i XIII es duen a terme les obres de consolidació de les muralles. La carta de franqueses data de 1256. Al s. XIV es construeix la muralla definitiva, el call jueu i altres construccions fora muralla. Ja en època moderna, el 1888 s'enderroquen els portals de Sallagossa i del vall dels estudis. El 1900 es derrueix la muralla a la ronda Moreta.